# 직접 상승
직접 상승(Direct ascent)은 우주선을 달이나 다른 천체에 직접 착륙시키는 것으로, 지구 궤도에서 우주선을 먼저 조립하거나(지구 궤도 랑데부), 별도의 착륙선을 목표물 주위의 궤도에 진입시키지(달 궤도 랑데부) 않는 방법이다. 미국의 아폴로 계획에서 달 착륙을 달성하는 첫 번째 방법으로 제안되었지만 거대한 발사체를 개발해야 했기 때문에 채택되지 않았다. 직접상승 방식은 미국의 서베이어 계획과 소련의 루나 계획에서 무인 달 착륙선을 발사할 때에도 사용되었다. 

## 아폴로 프로그램

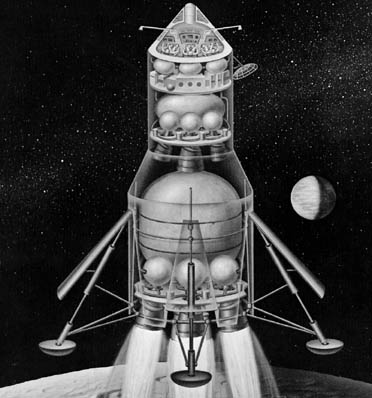
'직접 상승'을 사용한 초기 아폴로 우주선의 상상화

아폴로 프로그램이 최초에는 직접 상승이 사용된다는 가정 하에서 계획되었다. 이에 따르면 달 착륙선이 부착된 3인승 아폴로 우주선을 달에 직접 발사하기 위하여 새턴 C-8 또는 노바 로켓의 거대한 발사체의 개발이 필요하였을 것이다. 달에서는 꼬리부터 먼저 착륙하고 그 뒤에 지구로 귀한하기 위하여 발사되었을 것이다. 
NASA에 의하여 고려된 다른 두 가지 옵션에서는 새턴 C-4 또는 새턴 C-5보다 작은 발사체가 요구되었다. 이것에는 직접 착륙 및 귀환체를 지구 궤도 상에서 조립하기 위하여 2번 이상의 발사가 필요로 하는 지구 궤도 랑데부(Earth Orbit Rendezvous) 방식과,  달의 궤도에서 월면 사이의 운항을 위해 더 작은 2 인승 달 착륙선이 필요한 달궤도 랑데부 방식이 있다. 아폴로 계획에서는 달궤도 랑데부 방식이 채택되어 성공적으로 사용되었다.
소련에서도 몇 개의 직접 상승 전략을 검토하였는데, 그들도 결국에는 한명의 LK 착륙선이 포함된 2인의 소유즈 우주선으로 NASA와 유사한 접근 방식을 취하였다. 하지만 소련의 N1 로켓 실패로 인해 달 계획이 상당히 지연되어, 아폴로 11 호가 첫 번째 유인 달 착륙을 성공 시켰을 때에 그들은 N1 발사의 성공에는 전혀 이르지 못하였다. 소련에서는, 직접 상승 방식의 LK-700 우주선을 위한 UR-700 모듈식 부스터가  OKB-52에서 계속 개발되고는 있었지만, 거미와 유사한 형태의 달 착륙선의 소형 버전처럼 보이는 LK를 사용할 계획이었다. 
Destination Moon과 같은 공상 과학 영화에서는 종종 직접 상승 임무를 묘사했다.